# Colibași, Buzău
Colibași este un sat în comuna Râmnicelu din județul Buzău, Muntenia, România.
La sfârșitul secolului al XIX-lea, satul Colibași era reședința unei comune denumită tot „Colibași”,. Comuna făcea parte din plasa Grădiștea a județului Râmnicu Sărat și avea o populație totală de 654 locuitori. În comună funcționau o moară cu aburi, o mașină de semănat, una de secerat și doua de treierat; 1 școala și 1 biserică cu hramul Sf. Mucenic Mihail si Gavril zidită de locuitori în 1888.
În 1925, comuna se regăsea în plasa Boldu a județului Râmnicu Sărat, și avea 722 de locuitori.
În 1950, județul Râmnicu Sărat a fost desființat, iar comuna  a fost transferată raionului Râmnicu Sărat din regiunea Buzău și apoi (după 1952) din regiunea Ploiești. În 1968, comuna  a fost desființată și, unită cu comuna Obidiți, a format comuna Râmnicelu, denumită astfel după satul de reședință (Obidiți, devenit și el Râmnicelu)
Prima atestare documentară a satului Colibași datează din anul 1595, când, într-un document
este consemnat numele lui Stan Logofătul din satul Colibași, citat ca martor „la împărțirea ocinei
lui Jupan Dragomir Spătaru”. În același an apare o hartă „Moldaviae finitimarumque regionum
typus” realizată de sasul Georgius de Reicherstorffer, unde sunt menționate mai multe localități

din județul Buzău.Acest sat este la o distanță de 4km de Râmnicul Sărat și 37 km de Buzău. [necesită citare] Are o climă hemiboreala de aproximativ 14 °C. [necesită citare] Cea mai caldă lună este iunie cu o medie de 27 °C și o minimă în decembrie-ianuarie cu -6°c. [necesită citare].Satul se află pe malul râului Râmnicul Sărat, imediat în aval de municipiul Râmnicu Sărat. Localitatea este străbătută prin partea sa nordica, de drumul județean DJ202, care leagă Râmnicu Sărat de Galați.